# JAST USA
JAST USA — американский локализатор и издатель японских эротических компьютерных игр в жанрах «симулятор свиданий» и «визуальный роман». Она имеет своих локализаторов (ранее также и дистрибьюторов) в лице компаний J-List, G-Collections и Peach Princess; все эти компании находились под руководством Питера Пэйна (англ. Peter Payne), а в середине 2010-х JAST USA полностью поглотила их всех, став единой компанией. Она была основана в 1997 году и с тех пор выпустила такие игры, как Three Sisters' Story, Runaway City, Season of the Sakura, Hentai Anime Poker и многие другие. JAST USA сотрудничает с другими локализаторами — Peach Princess и G-Collections, — а также с японскими издателями игр, в частности, с Nitro+. Ранее издавала игры только на дисках, но позднее перешла на цифровую дистрибуцию.

## Игры
JAST USA Memorial Collection
- Runaway City
- Season of the Sakura
- Three Sisters' Story

Milky House Memorial Collection
- May Club
- Nocturnal Illusion

Другие игры
- серия Fairy Gods (Legend of Fairies и Fairy Nights)
- Hentai Anime Poker (Valkyrie Poker)
- Transfer Student
- Skin Conscious
- Dream World 2
- Enzai — первая BL-игра, официально переведённая на английский.[6]
- Zanma Taisei Demonbane
- Absolute Obedience
- Song of Saya
- Starless: Nymphomaniac's Paradise
- Steins;Gate